# Sho Shimabukuro
Sho Shimabukuro (Gifu, Japón, 30 de julio de 1997) es un tenista profesional japonés.

## Trayectoria
Shimabukuro representa a Japón en la Copa Davis, donde tiene un récord de victorias y derrotas de 1-0.
Hizo su debut en un cuadro principal de Grand Slam en Wimbledon 2023; luego de pasar la clasificación perdería en su debut con el preclasificado #21 Grigor Dimitrov en 3 set.

## Títulos ATP Challenger (3; 3+0)

### Individuales (3)
| N.° | Fecha                   | Torneo         | Superficie    | Oponente en la final | Resultado |
| --- | ----------------------- | -------------- | ------------- | -------------------- | --------- |
| 1.  | 22 de enero de 2023     | Nonthaburi III | Dura          | Arthur Cazaux        | 6-2, 7-5  |
| 2.  | 20 de mayo de 2023      | Tunis          | Tierra batida | Geoffrey Blancaneaux | 6-4, 6-4  |
| 3.  | 8 de septiembre de 2024 | Shanghai       | Dura          | Hsu Yu-hsiou         | 6-4, 6-4  |